# العاصفة الاستوائية كارلوتا
العاصفة الاستوائية كارلوتا (بالإنجليزية: Tropical Storm Carlotta)‏ هي إعصار استوائي معتدل تسبب في فيضانات في عدة ولايات في جنوب غرب ووسط المكسيك عام 2018. تشكلت العاصفة كارلوتا ضمن موسم الأعاصير في المحيط الهادي عام 2018، نتيجة للانهيار في منطقة التقاء المناطق المدارية. في 12 يونيو، تطورت منطقة كبيرة من المنخفض الجوي على بعد عدة مئات من الأميال جنوب المكسيك وتم تعزيزها لتصبح عاصفة مدارية بحلول 15 يونيو. في اليوم التالي، توقف النظام بشكل غير متوقع في بيئة مواتية، مما أدى إلى تكثيف أكثر مما كان متوقعًا في الأصل. في وقت مبكر من يوم 17 يونيو، وصلت العاصفة إلى ذروة شدتها حيث بلغت أقصى سرعة للرياح المستدامة 65 ميل في الساعة (100 كم / ساعة) والحد الأدنى من الضغط المركزي عند 997 ملي بار (29.44 بوصة من الزئبق) حينما كان على بعد 30 ميلًا فقط (50 كم) جنوب شرق أكابولكو. ثم بدأ النظام في التفاعل مع الأرض وتجربة قص الرياح، مما أدى إلى إضعاف العاصفة في وقت لاحق من ذلك اليوم. ضعف النظام إلى أدنى مستوى في وقت مبكر يوم 19 يونيو وتلاشى بعد عدة ساعات.
صدرت تحذيرات متعددة في الساحل الجنوبي للمكسيك للتحذير من العاصفة. وتسببت العاصفة في مقتل ثلاثة أشخاص، اثنان منهم في أغواسكالينتس والآخر في أواكساكا. كما حدثت فيضانات وانهيارات أرضية في جميع أنحاء ولايات أغواسكالينتس وغويريرو وميشواكان وأواكساكا وبويبلا، وكذلك في شبه جزيرة يوكاتان. وأفيد أن الأضرار الناجمة عن النظام كانت طفيفة.

## تاريخ الأرصاد الجوية
العاصفة الاستوائية كارلوتا تشكلت نتيجة انهيار في منطقة التقارب المدارية في جنوب المكسيك. ولوجود موجة استوائية اجتازت أمريكا الوسطى في 11 يونيو فقد ساهمت في تشكيل العاصفة. في 12 يونيو في مقر المركز الوطني للأعاصير (NHC) في ميامي، ذُكر أن مجال واسع من الضغط المنخفض قد شكل عدة مئات من الأميال إلى الجنوب من جنوب شرق المكسيك. وواصل المركز رصد اضطراب خلال اليومين التاليين حيث اتجهت نحو الشمال. في البداية حالت الرياح القوية دون تطور العاصفة ولكن حدثت زيادة في المنظمة بشكل غير متوقع في 14 يونيو. وبعد مزيد من التطورات، رفع مركز NHC الدرجة إلى منخفض استوائي في الساعة 18:00 UTC بينما كان على بعد نحو 140 ميل (220 كم) جنوب مدينة أكابولكو. في ذلك الوقت، كانت توقعات مركز NHC أن أخدود ريدج متوسط المستوى على المكسيك من شأنه أن يضعف في اليوم التالي. وعلى الرغم من توفر بيئة مواتية بوجودرياح القص منخفضة إلى معتدلة، وكذلك درجات حرارة سطح البحر التي تتجاوز 30 °م (86 °ف)، إلا أن المنخفض الجوي حدث به تغيير طفيف في شدته خلال أكثر من 18 ساعة.
وبعدما انتقل مركز المنخفض أبعد إلى الشمال، أعلن مركز NHC تعديل التوقعات لتشير إلى انخفاض شدته، مشيرا إلى أن النظام سوف يقضي وقتًا أقل على المياه. في الساعة 18:00 بالتوقيت العالمي في 15 يونيو، وتحول المنخفض إلى عاصفة استوائية، وبعد ذلك تم إطلاق اسم كارلوتا عليه. واستمرت شدته لمدة اثنتي عشرة ساعة.
في وقت مبكر من يوم 16 يونيو، بدأت حركة العاصفة كارلوتا إلى الأمام في التقلب، وتغيرت من الشمال الشرقي إلى الجنوب الشرقي في ست ساعات. بدأت العاصفة تتصاعد مرة أخرى في حوالي الساعة 06:00 بالتوقيت العالمي، حيث توقفت قبالة ساحل المكسيك. وبعد فترة وجيزة، بدأ الإعصار يتحرك في اتجاه الشمال. وعلى مدار الإثني عشر ساعة التالية، شهدت كارلوتا تغييراً طفيفاً في التنظيم قبل أن تصل إلى ذروتها في الساعة 00:00 بالتوقيت العالمي في 17 يونيو، وكانت أقصى سرعة للرياح المستدامة تبلغ 65 ميلًا في الساعة (100 كم / ساعة) وكان الحد الأدنى من الضغط الجوي يبلغ 997 مليون بار/ ساعة (29.44 بوصة زئبق) كان ذلك على بعد 30 ميل (50 كم) جنوب شرق أكابولكو. وفي ذلك الوقت، لاحظ مركز NHC أن بنية النظام قد تحسنت بشكل ملحوظ.
عندما بدأ النظام في الحركة نحو الشمال الغربي، بدأت كارلوتا في الضعف بسبب زيادة التفاعل مع الأرض ورياح القص الشمالية. حوالي الساعة 18:00 بالتوقيت العالمي يوم 17 يونيو، ضعفت العاصفة إلى منخفض استوائي بعد افتقارها إلى الحمل الحراري المنظم لعدة ساعات. خلال اليوم التالي، استمر المنخفض في الضعف قبل أن يتراجع إلى أدنى مستوى في 19 يونيو في الساعة 00:00 بالتوقيت العالمي. بعد ذلك بفترة وجيزة، انفصل الجزء العلوي من كارلوتا تمامًا وانجرف نحو الجنوب الغربي، في حين بقي بقايا المستوى المنخفض والمتوسط. تبددت بقايا النظام في حوالي الساعة 06:00 بالتوقيت العالمي أثناء تواجدها قبالة الساحل المكسيكي بين مانزانيلو وزيهواتانيجو، حيث لم تصل إلى اليابسة قط كإعصار استوائي.

## الاستعدادات وتأثيرها

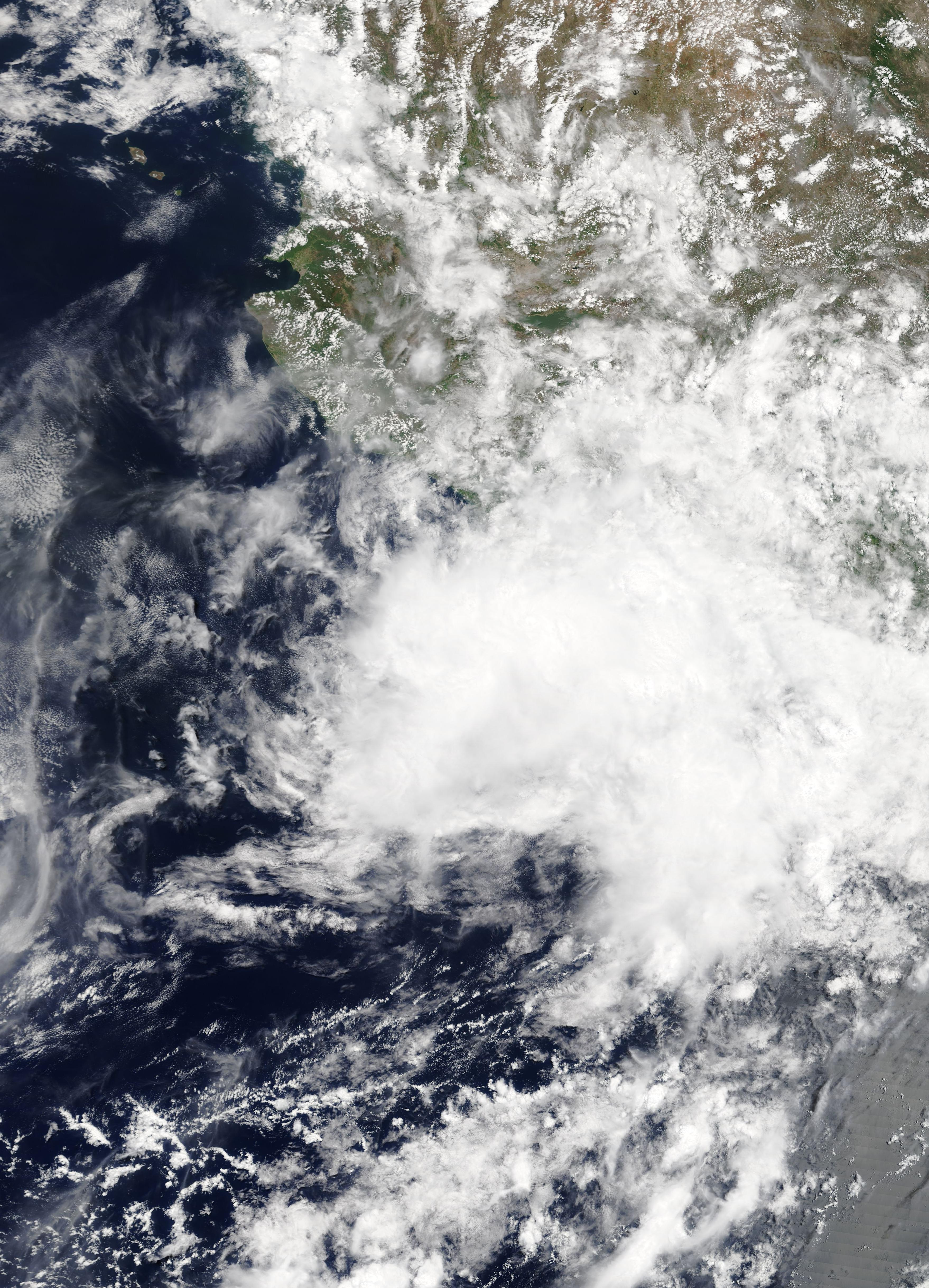
المنخفض الاستوائي كارلوتا يضعف قبالة الساحل الجنوبي للمكسيك في 18 يونيو.

في 14 يونيو في تمام الساعة 21:00 بالتوقيت العالمي، أصدرت حكومة المكسيك تحذير «ساعة عاصفة مدارية»، الذي تمت ترقيته إلى تحذير «عاصفة مدارية» بعد ست ساعات. في الساعة 15:00 بالتوقيت العالمي من اليوم التالي، تم تمديد تحذير العاصفة المدارية إلى لاغوناس دي تشاكاهوا. وبعد ست ساعات، تم إيقاف التحذير إلى الغرب من أكابولكو. في 17 يونيو في تمام الساعة 03:00 بالتوقيت العالمي، تم تمديد التحذير غربًا من أكابولكو إلى تيكبان دي جاليانا وتم إلغاؤه شرق بونتا مالدونادو. في الساعة 09:00 بالتوقيت العالمي، تم إيقاف التحذير شرق Tecpan de Galeana وامتد غربًا إلى Lazaro Cardenas. تم إلغاء تحذير العاصفة المدارية في الساعة 18:00 بالتوقيت العالمي، بعد أن ضعفت العاصفة إلى منخفض استوائي.
تسببت العاصفة الاستوائية كارلوتا في حدوث فيضانات في جنوب المكسيك، حيث تأثرت ولايات أغواسكالينتس وغويريرو وميشواكان وأواكساكا وبويبلا، وكذلك شبه جزيرة يوكاتان. في شبه جزيرة يوكاتان، تسبب كارلوتا، في هطول 70–400 مليمتر (2.8–15.7 بوصة) من المطر، مما تسبب في فيضانات شديدة. في بلدية Tizimín، تم غمر مركز شرطة Popolnáh وتم تنشيط خطة DN-III-E، وهي خطة لتنسيق عمليات البحث والإنقاذ والمساعدة في حالات الكوارث، للمساعدة في جهود الإنقاذ.
في أواكساكا، تسببت الفيضانات الشديدة في مقتل شخص واحد، حيث انتشل الصيادون جثة رجل يبلغ من العمر 29 عامًا على بعد حوالي 10 ميل (20   كم) قبالة الساحل بعد أن جرفته مياه الفيضان وغرق. دفع قرب العاصفة إلى إغلاق موانئ هواتولكو وبويرتو أنجل وبورتو إسكونديدو وكذلك تعليق عمليات الصيد. كما حدثت انهيارات أرضية متعددة نتيجة لهطول الأمطار الشديد.  تم الإبلاغ عن ضرر بسيط في غيريرو. في منطقة كوستا تشيكا، ألحقت العاصفة أضرارا بعدة أماكن على الشاطئ ومعدات الصيد التي تخص حوالي 80   من العائلات، ومنعهم ذلك من العمل. في بلديات Tecpan de Galeana وZihuatanejo وPetatlán ، غمرت مياه الفيضانات 42 من المنازل. وسقط ما مجموعه 138 من الأشجار في أكابولكو والعديد من البلديات الأخرى. في أكابولكو، تعرض مستشفى لأضرار بنوافذه وتم الإبلاغ عن أربع إصابات. بالإضافة إلى ذلك، انقطعت الكهرباء عن 32 منزلا، وفقدت تسعة من المنازل أسطحها، وانهار 11 طريقًا.  في تيواكان، بويبلا، غمرت المياه المنازل والشركات، وتقطعت السبل بالعديد من السيارات، وسقطت عدة أشجار. وفي الجوار، انهار طريق سريع وجسر الولاية، مما أدى إلى قطع العديد من البلدات في المنطقة.
في ميتشواكان، شهدت عدة مدن على طول الساحل فيضانات شديدة. في Melchor Ocampo كان إجمالي هطول الأمطار هو 285.0 مليمتر (11.22 بوصة). كذلك فقد سقطت حوالي 210.6 مليمتر (8.29 بوصة) من المطر في لافيليتا، بينما سقط حوالي 194.9 مليمتر (7.67 بوصة) في Presa La Villita. تسبب هطول الأمطار في نهر Acalpican لفيضان على ضفافه. في بلدية تيكيشيو، غمرت المياه 10 من المنازل بعد أن فاض نهر بالقرب من المدينة على ضفافه. وغمرت منازل متعددة في بلدية زامورا. في Pátzcuaro ، حدثت انهيارات أرضية متعددة، مما ألحق أضرارًا بالطرق في المنطقة. في نويفو يوريشو، تسبب فيضان نهر لوس هيرفور في إتلاف مضخات المياه، مما أدى إلى نقص المياه في جميع أنحاء البلدية. خلال العاصفة، كان هناك 35 من الملاجئ المؤقتة تعمل في ميتشواكان.  ووصلت مطالبات التأمين على مستوى الولاية إلى 156 مليون دولار مكسيكي أي ما يعادل 7.6 مليون دولار أمريكي.
في أغواسكاليينتس، تسبب كارلوتا في أضرار في البنية التحتية ووفاة غير مباشرة في مدينة أغواسكالينتس. غمرت مياه الأمطار الشوارع، واجتاحت العشرات من السيارات وجرى إنقاذ العديد من الناس. حوصرت امرأتان في سيارتهما بسبب ارتفاع منسوب مياه الفيضان وتوفيتا بسبب التسمم بأول أكسيد الكربون. بعد سقوط 57 مليمتر (2.2 بوصة) من المطر، فشل نظام الصرف في المدينة، وقد غمرت المياه 12 منزلاً، وسقطت 12 شجرة. كما هبطت مجرى المياه في الولاية. نبهت السلطات المكسيكية الجمهور إلى أن سد إل سيدازو كان من المحتمل أن يفيض بسبب هطول الأمطار الغزيرة، لكن هذا لم يحدث.

## روابط خارجية
- الأرشيف الاستشاري للمركز الوطني للأعاصير حول العاصفة الاستوائية كارلوتا